# Kaia Gerber
Kaia Jordan Gerber (ur. 3 września 2001 w Los Angeles) – amerykańska modelka i aktorka. Córka supermodelki Cindy Crawford.

## Wczesne lata
Urodziła się w Los Angeles w Kalifornii jako córka modelki Cynthii Ann „Cindy” Crawford i biznesmena Rande’ego Gerbera. Jej ojciec to Żyd aszkenazyjski, natomiast jej matka ma niemieckie, angielskie i francuskie pochodzenie. Jej brat, Presley Walker (ur. 2 lipca 1999), również został modelem. 

## Kariera
W wieku 10 lat wystąpiła w pierwszej kampanii reklamowej dla młodzieżowej linii ubrań Young Versace, a jako piętnastolatka pojawiła się w filmie Sister Cities z 2016. W 2017 zaczęła występować na pokazach mody.
Od 2015 brała udział w sesjach zdjęciowych dla takich magazynów, jak „Vogue”, „Teen Vogue”, „Love”, „Interview”, „Glamour”, „Cosmopolitan”, „Zwierciadło” i „Elle”.
W 2017 zadebiutowała na wybiegu dla Calvina Kleina, a następnie występowała na pokazach domów mody: Marc Jacobs, Burberry, Alexander Wang, Prada, Chanel, Fendi, Moschino i Versace, podczas 2018 Spring Fashion Week.
W październiku 2017 została nominowana do nagrody Modelki Roku, ale tytuł ostatecznie zdobyła Adwoa Aboah.
Brała udział w pokazach takich domów mody jak: Alexander McQueen, Givenchy, Loewe, Valentino, Chloé, Bottega Venetta, Saint Laurent, Ports, Versace, Prada, Fendi, Max Mara, Moschino, Moncler, JW Anderson, Chanel, Alyx, Miu Miu, Sacai, Stella McCartney, Isabel Marant, Alberta Ferretti, Alexander Wang, Lanvin, Salvatore Ferragamo, Calvin Klein, Ralph Lauren, Tom Ford, Marc Jabobs, Anna Sui, Sies Marjan, Off-White, Coach czy Burberry.
Pojawiła się na okładkach takich magazynów jak: I-D (2 razy), Vogue USA, Vogue Great Britain, Vogue Japan, Pop Magazine, Love Magazine (2 razy), Vogue Italia, Vogue Netherlands (ze swoją mamą jako dziecko), Vogue Spain (z mamą) czy Vogue Paris (2 razy).
Brała udział w kampaniach Moschino, Versace, Jimmy Choo, Marc Jacobs, Stella McCartney, Fendi, Saint Laurent. Została wybrana modelką 2018 roku.